# (20378) 1998 KZ46
A (20378) 1998 KZ46 a Naprendszer kisbolygóövében található aszteroida. A LINEAR projekt keretében fedezték fel 1998. május 22-én.